# Fumika Moriya
Fumika Moriya (森谷 史佳, Moriya Fumika) est une joueuse de volley-ball japonaise née le 7 avril 1992 à Katsushika. Elle mesure 1,80 m et joue au poste de centrale. 

## Clubs
| Club              | De        | À         |
| ----------------- | --------- | --------- |
| Kyoei Highschool  |           | 2010-2011 |
| Pioneer Red Wings | 2011-2012 | 2013-2014 |
| Hisamitsu Springs | 2014-2015 | 2018-2019 |
| Denso Airybees    | 2019-2020 | …         |

## Palmarès

### Équipe nationale
- Championnat d'Asie et d'Océanie des moins de 18 ans
  - Vainqueur : 2010.

### Clubs
- Coupe de l'impératrice
  - Vainqueur : 2014, 2015, 2016.
- V Première Ligue
  - Vainqueur : 2016, 2018, 2019.
  - Finaliste : 2015, 2017.
- Championnat AVC des clubs
  - Finaliste : 2017.

### Distinctions individuelles
- Championnat d'Asie et d'Océanie de volley-ball féminin des moins de 18 ans 2010: Meilleure attaquante.